# HNoMS Montbretia (K208)
«Монбретіа» (англ. HNoMS Montbretia (K208) — військовий корабель, корвет типу «Флавер» спочатку Королівського військово-морського флоту Великої Британії, а з вересня 1941 року Королівських військово-морських сил Норвегії в роки Другої світової війни.

## Історія служби
Корвет «Монбретіа» був закладений 16 листопада 1940 року на верфі компанії Fleming & Ferguson Ltd. у Пейслі, як HMS Montbretia (K208). 27 травня 1941 року він був спущений на воду, й 29 вересня 1941 року був уведений до складу Королівських ВМС Великої Британії та незабаром переданий до складу Королівських військово-морських сил Норвегії.
О 08:51 18 листопада 1942 року «Монбретіа» був уражений в праву частину носа однією з трьох торпед, випущених з U-262, коли корвет перевіряв радіолокаційний контакт поблизу конвою ONS 144. Раніше корвет вже був жертвою торпедної атаки німецького підводного човна U-624, але торпеда промахнулася. Унаслідок ураження норвезький корабель швидко затонув. Корвет «Потентілла» підібрав 20 вцілілих з двох поплавців Carley і п'ятьох із пробкової сітки. Деякі з них були важко поранені, а двоє пізніше померли й були поховані в морі того ж дня.